# Любо (фильм)
«Любо» (итал. Lubo) — фильм итальянского режиссёра Джорджо Диритти с Францем Роговским и Кристофом Серме в главных ролях. Участвовал в основной программе 80-го Венецианского кинофестиваля в сентябре 2023 года.

## Сюжет
Действие фильма начинается в Швейцарии накануне Второй мировой войны. Главного героя, ениша, призывают в армию, но позже он узнаёт, что его жену убили, а детей забрали. Он дезертирует и начинает поиски.

## В ролях
- Франц Роговский
- Кристоф Серме

## Премьера и восприятие
Фильм показали на 80-м Венецианском кинофестивале в сентябре 2023 года, в рамках основной программы.